# San Marino na Letnich Igrzyskach Olimpijskich 2016
San Marino na Letnich Igrzyskach Olimpijskich 2016 w Rio de Janeiro reprezentowało 5 sportowców. Był to czternasty start San Marino na letnich igrzyskach olimpijskich.

## Reprezentanci

### Lekkoatletyka

#### Mężczyźni
Konkurencje techniczne
| Konkurencja | Zawodnik      | Eliminacje | Eliminacje | Finał    | Finał   | Pozycja |
| Konkurencja | Zawodnik      | Rezultat   | Pozycja    | Rezultat | Pozycja | Pozycja |
| ----------- | ------------- | ---------- | ---------- | -------- | ------- | ------- |
| Skok wzwyż  | Eugenio Rossi | 2,17       | 35.        | NQ       | NQ      | 35.     |

### Strzelectwo
| Zawodnik           | Konkurencja      | Kwalifikacje | Kwalifikacje | Półfinał | Półfinał | Finał | Finał   | Pozycja |
| Zawodnik           | Konkurencja      | Wynik        | Pozycja      | Wynik    | Pozycja  | Wynik | Pozycja | Pozycja |
| ------------------ | ---------------- | ------------ | ------------ | -------- | -------- | ----- | ------- | ------- |
| Alessandra Perilli | trap (kobiety)   | 63           | 16.          | NQ       | NQ       | NQ    | NQ      | 16.     |
| Arianna Perilli    | trap (kobiety)   | 65           | 13.          | NQ       | NQ       | NQ    | NQ      | 13.     |
| Stefano Selva      | trap (mężczyźni) | 102          | 32.          | NQ       | NQ       | NQ    | NQ      | 32.     |